# 克羅塞迪薩索峰
46°25′27″N 8°54′22″E / 46.42426°N 8.90607°E
克羅塞迪薩索峰（德語：Croce di Sasso），是瑞士的山峰，位於該國南部，由提契諾州負責管轄，屬於阿杜拉阿爾卑斯山脈的一部分，距離皮安謝峰0.6公里，海拔高度2,132米，每年平均降雨量2,204毫米。